# Kleinleinungen
Kleinleinungen este o comună din landul Saxonia-Anhalt, Germania.